# Biblioteca pública

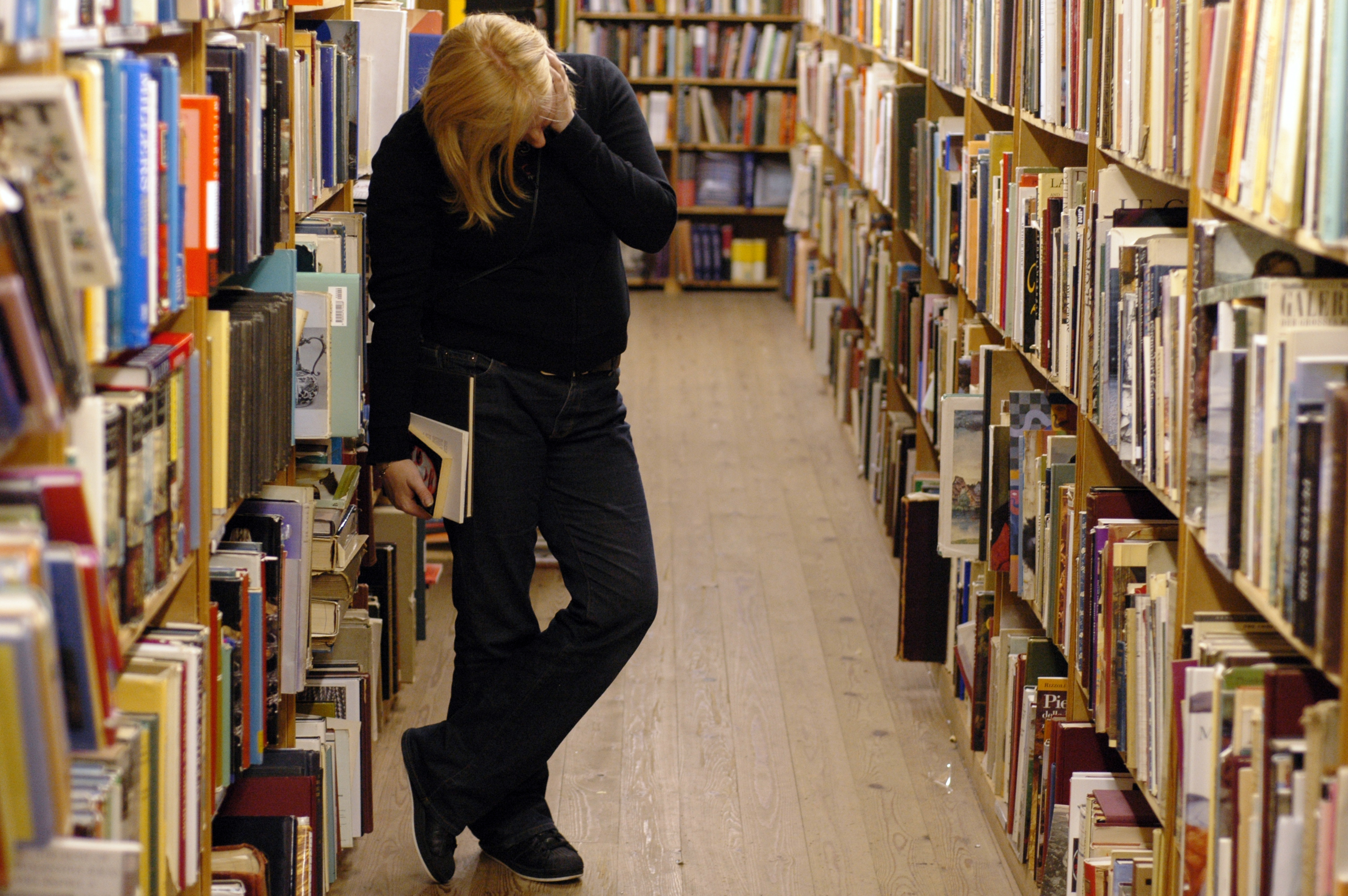
Cercant informació a la biblioteca

Una biblioteca pública és un centre públic d'àmbit local que facilita l'accés a tota mena de coneixement i informació als seus usuaris, normalment, de franc. La seva organització és fundada, mantinguda i finançada per la comunitat, a través del govern local, regional o nacional, o bé a través d'altres tipus d'organització ciutadana.
Una biblioteca pública és d'accés lliure per a tothom, sense distinció d'edat, raça, sexe, religió, nacionalitat o classe social. Té la funció de democratitzar l'educació, la cultura i la informació de les comunitats a les quals serveix, fent un paper per la inclusió social i ajudant a reduir la fractura digital. A part d'oferir documents en diferents tipus de suport (llibres, diaris, revistes, CDs, DVs, vídeos, etc.), els fons que les integren han de proporcionar una àmplia gamma d'informació per donar resposta a les necessitats que mostren els seus usuaris i arribar al nombre més gran possible de ciutadans. Actualment, també, s'ofereix servei gratuït a internet com una forma nova d'accés a la informació. La legislació espanyola estableix que els ajuntaments han de garantir a la població serveis bibliotecaris en tots aquells municipis amb una població superior a 5.000 habitants.
La biblioteca pública té un paper destacat en la promoció de serveis relacionats amb l'àmbit local com a element diferenciador i únic. Preserva les obres de caràcter local i n'impulsa la difusió.

## Missions

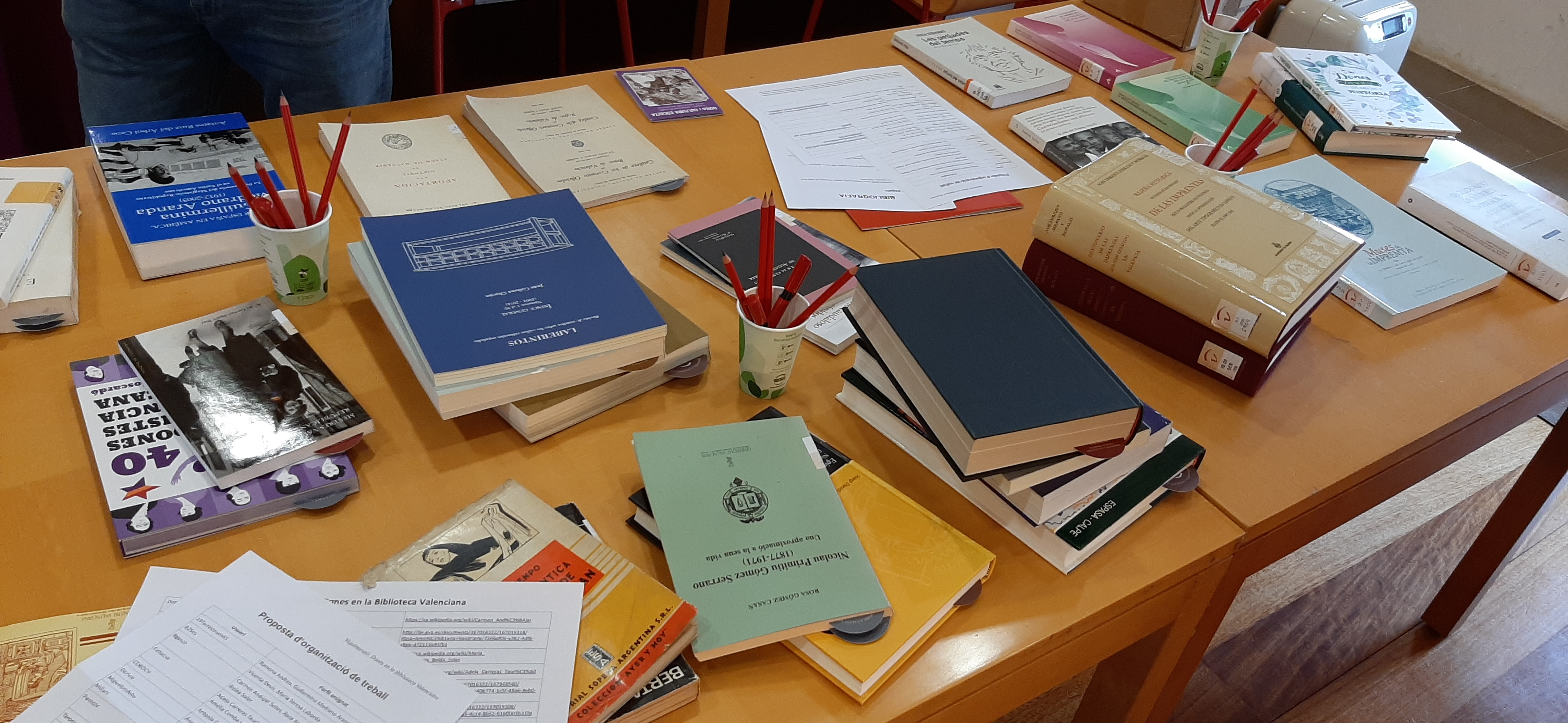
Material bibliogràfic que la Biblioteca Valenciana Nicolau Primitiu va posar a disposició dels participants d'una viquimarató.

D'acord amb el Manifest de la UNESCO de la Biblioteca Pública (1994), les següents missions clau, referents a la informació, l'alfabetització, l'educació i la cultura haurien de ser l'essència dels serveis de la biblioteca pública:
1. Crear i fomentar els hàbits de lectura en nens i nenes des dels primers anys;
2. Donar suport tant a la formació individual i la formació autodidàctica com a la formació acadèmica en tots els nivells;
3. Donar oportunitats per al desenvolupament personal i creatiu;
4. Estimular la imaginació i la creativitat dels nens i les nenes i dels joves;
5. Fomentar el coneixement del llegat cultural, la valoració de les arts, els descobriments científics i les innovacions;
6. Facilitar l'accés a les expressions culturals de totes les manifestacions artístiques.
7. Encoratjar el diàleg intercultural i afavorir la diversitat cultural;
8. Donar suport a la tradició oral;
9. Garantir l'accés dels ciutadans a tota mena d'informació de la comunitat;
10. Proveir serveis informatius adients a les empreses, a les associacions i als grups d'interès d'àmbit local;
11. Facilitar l'aprenentatge en l'ús de la informació i dels mitjans informàtics per accedir-hi;
12. Potenciar i participar en les activitats i els programes d'alfabetització per a totes les edats i iniciar aquestes activitats quan sigui necessari.

## Biblioteques públiques de l'Estat espanyol
La Llei 7/1985, de 2 d'abril, reguladora de les bases del règim local estableix a l'article 26 que els municipis amb més de 5.000 habitants han de donar el servei mínim d'una biblioteca pública.
Les biblioteques públiques d'arreu de l'Estat espanyol paguen pel préstec als autors, excepte quan són biblioteques públiques municipals de municipis de menys de 5.000 habitants (des de la modificació a la Llei de Propietat Intel·lectual d'Espanya feta el 2007, motivada per normativa de la Unió Europea). La recaptació no s'aconsegueix de manera efectiva per la dificultat que troba CEDRO en adreçar-se als ajuntaments respectius, segons informaren el 2017.
El 2014 bibliotecaris (en les seues distintes organitzacions) i el partit polític Esquerra Unida van mostrar oposició a l'obligació de pagar als autors segons una norma que el govern espanyol aprovà l'agost d'eixe any.

### Sistema Bibliotecari de Catalunya

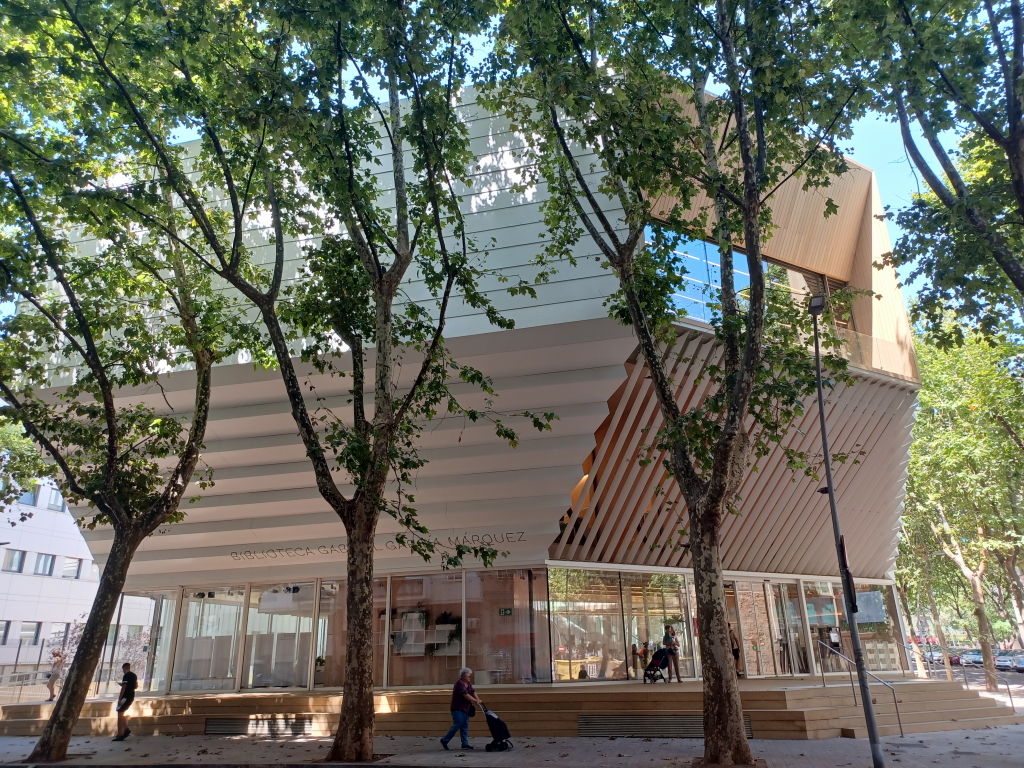
Biblioteca Gabriel García Márquez, inaugurada el 2022 a Barcelona

El Sistema Bibliotecari de Catalunya és el conjunt organitzat de serveis bibliotecaris existents a Catalunya. Està regulat per la Llei 4/1993, de 18 de març, del sistema bibliotecari de Catalunya i està integrat per: la Biblioteca nacional de Catalunya, el Sistema de Lectura Pública de Catalunya, les biblioteques universitàries, les biblioteques de centres d'ensenyament no universitari i les biblioteques especialitzades.
Actualment, a Catalunya existeixen 429 biblioteques públiques, de les quals 14 són bibliobusos, que donen servei a municipis de menys de 3.000 habitants. L'any 2015 va ser declarat «Any de les Biblioteques» i la Generalitat de Catalunya va donar un particular suport a les biblioteques públiques de municipis de menys de 5.000 habitants. Se'n van beneficiar 160 equipaments que es van poder afegir als 380 que a hores d'ara ja treballen en xarxa. Es va iniciar un catàleg únic i un carnet unificat que permeti als usuaris de consultar obre a qualsevol biblioteca sigui quin sigui el municipi on estigui donat d'alta.

### Sistema Bibliotecari valencià
El Sistema Bibliotecari valencià està regulat per la llei 10/1986, de 30 de desembre, d'Organització Bibliotecària de la Comunitat Valenciana i està integrat per: el Consell de Biblioteques, els Centres Bibliotecaris, la Biblioteca Valenciana, les biblioteques públiques municipals, organitzades en la Xarxa de Lectura Pública Valenciana, les biblioteques escolars i les biblioteques especialitzades.

### Sistema Bibliotecari de les Illes Balears

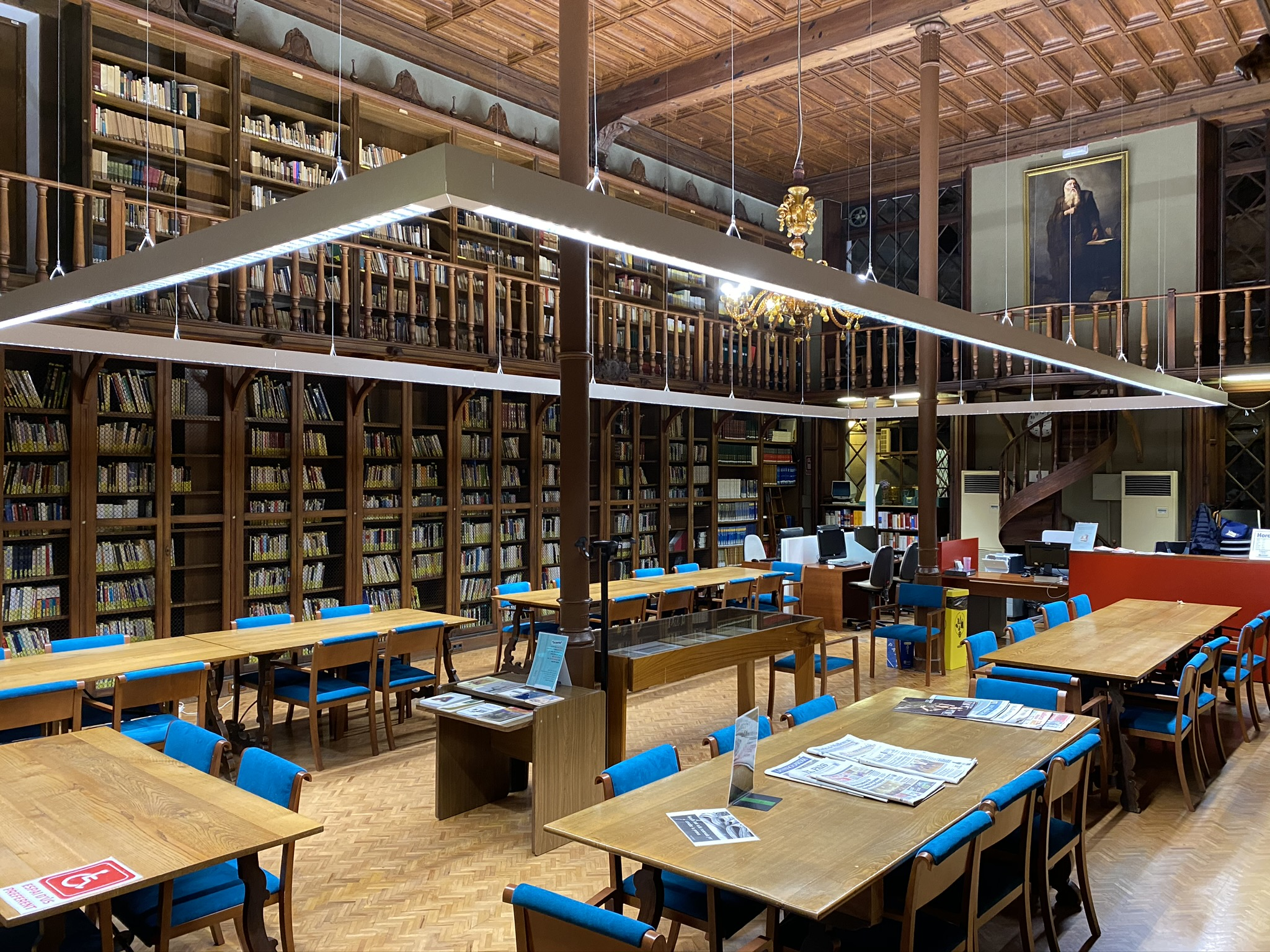
La biblioteca de Cort és la més antiga de les municipals de Palma (1935).

El Sistema Bibliotecari de les Illes Balears està regulat per la llei 19/2006, de 23 de novembre i està integrat per: la Biblioteca de les Illes Balears, el Sistema de Lectura Pública, les biblioteques de centres d'ensenyament no universitari, les biblioteques universitàries i les biblioteques especialitzades, els centres de documentació i les col·leccions.
El Consell de Biblioteques de les Illes Balears, la Comissió Tècnica de Biblioteques de les Illes Balears, les comissions tècniques insulars de biblioteques i les unitats administratives amb competència en matèria de biblioteques de les administracions públiques són òrgans del Sistema Bibliotecari de les Illes Balears.

### Sistema Bibliotecari de Castella-La Manxa
El 2011 s'aprovà a Castella-La Manxa una llei de biblioteques (Ley 3/2011 de la Lectura y de las Bibliotecas de Castilla-La Mancha) que derogava la del 1989. El Sistema bibliotecari de Castella-La Manxa el 2017 fou el sistema bibliotecari d'una autonomia espanyola amb més clubs de lectura i conté una xarxa de biblioteques públiques.

## Censura a les biblioteques públiques
Les biblioteques públiques són encarregades de mantindre una col·lecció on es reflecteixi una varietat de punts de vista respecte a tots els assumptes. L'amplitud d'aquesta varietat és defensada per organitzacions importants com és l'American Library Associations, emparant-se en el dret a la llibertat d'expressió. Els comportaments dels bibliotecaris, segons han trobat estudis fets per la segona meitat del segle xx, solen ser de rebuig davant la censura i segueixen el criteri de construir col·leccions caracteritzades per una varietat de punts de vista.

## Valor social de les biblioteques públiques
Les biblioteques públiques són espais oberts a totes les persones, amb accés universal i gratuït i són agents comunitaris amb capacitat de contribuir a la transformació social del seu entorn, són agents culturals, socials i informatius bàsics en les societats actuals. La mesura del valor social depèn de les diferents metodologies utilitzades, es poden identificar en una doble perspectiva, pel que fa als beneficis en l'individu, en la transformació en les seves habilitats i coneixements i en relació amb els beneficis en la comunitat, segons les dinàmiques de relació existents en la societat. Es poden identificar els principals beneficis segons els eixos d'impacte:
- Eix cultural:
  - Foment de l'hàbit i competència lectora
  - Accés universal al coneixement i la lectura
  - Preservació, difusió i progrés de la cultura i la memòria local.
- Eix social:
  - Inclusió social de les persones i diversitat cultural. Cohesió social.
  - Revitalització de l'espai públic.
- Eix econòmic:
  - Foment de la inclusió laboral.
  - Foment del progrés econòmic local.
- Eix educatiu:
  - Alfabetització, inclusió digital.
  - Societats millor informades

## Criteris bàsics en la selecció i adquisició dels fons de les biblioteques
Cal distingir entre l'adquisició dels fons inicial per a la posada en funcionament d'una biblioteca pública, responsabilitat de les Gerències dels Serveis de Biblioteques i la dotació anual pel que fa a l'adequat manteniment de la col·lecció, en general compartida pel titular dels Serveis de Biblioteques i els municipis.
Les col·leccions s'elaboren tenint en compte la distribució entre fons general i fons per a infants, la representació de diferents temàtiques, presència d'obres de ficció i no-ficció, representació de les llengües. Així mateix, la bibliografia bàsica tindrà diferents nivells segons el tipus de biblioteca si es tracta de biblioteques, locals, de proximitat, urbanes de districte o centrals urbanes.
La bibliografia bàsica s'actualitza amb la incorporació de novetats ofertes per al manteniment de col·leccions, en el cas de Catalunya pel Servei d'informació selectiva (SIS) i el Sistema d'adquisició Bibliogràfica (SAB), del Servei de Biblioteques de la Generalitat de Catalunya. L’oferta de seleccions mensuals de manteniment es basa principalment en les novetats, així com en noves edicions, traduccions o reimpressions de llibres que es consideren d’alt interès, com ara obres clàssiques de ficció, poesia, teatre i contes tradicionals.
Periòdicament, el personal bibliotecari fa el manteniment del material descatalogat o fet malbé per l'ús, el que tècnicament s'anomena esporgar. L'esporgada és un procés de gestió que exigeix moltes hores de feina i obliga a fer una avaluació crítica de la col·lecció a partir de criteris materials i intel·lectuals per retirar de forma temporal o definitiva una part del fons per poder reorganitzar els continguts de la biblioteca i oferir un servei actualitzat.